# Большая Войтья
Большая Войтья — река в России, протекает по Гаринскому району Свердловской области. Устье реки находится в 205 км по левому берегу реки Пелым. Длина реки составляет 48 км.
В 1,6 км от устья, по правому берегу реки впадает река Малая Войтья.
Система водного объекта: Пелым → Тавда → Тобол → Иртыш → Обь → Карское море.

## Данные водного реестра
По данным государственного водного реестра России относится к Иртышскому бассейновому округу, водохозяйственный участок реки — Тавда от истока и до устья, без реки Сосьва от истока до водомерного поста у деревни Морозково, речной подбассейн реки — Тобол. Речной бассейн реки — Иртыш.
Код объекта в государственном водном реестре — 14010502512111200012373.